# Leflunomide
Leflunomide (merknaam: Arava) behoort tot een groep stoffen (Disease Modifying Anti-Rheumatic Drugs) die voorgeschreven worden bij de behandeling van vormen van reuma zoals reumatoïde artritis en arthritis psoriatica.

## Werking
Leflunomide wordt gebruikt voor de behandeling van volwassen patiënten met actieve reumatoïde artritis of actieve arthritis psoriatica. Leflunomide stopt de activering en uitbreiding van de cellen die verantwoordelijk zijn voor de ontsteking.
Ook wordt dit middel wel eens ingezet om jeugdreuma (Juveniele Idiopathische Artritis' (afgekort: JIA) bij kinderen te behandelen.